# Ningxiang
Ningxiang (宁乡市,  Níngxiāng Shì) ist eine chinesische Stadt der bezirksfreien Stadt Changsha, der Hauptstadt der Provinz Hunan. Die Stadt hat eine Fläche von 2.906 km² und zählt 1.305.000 Einwohner (Stand: 2018). Ihr Hauptort ist das Straßenviertel Yutan (玉潭街道).
Der ehemalige Wohnsitz von Liu Shaoqi (刘少奇故居,  Liu Shaoqi guju) und die Tanheli-Stätte (炭河里遗址,  Tanheli yizhi) aus der Zeit der Westlichen Zhou-Dynastie stehen seit 1988 bzw. 2006 auf der Liste der Denkmäler der Volksrepublik China.

## Personen
- Xie Juezai (1884–1971), chinesischer Politiker und Richter